# La Colline aux mille enfants
La Colline aux mille enfants is een televisiefilm, die in 1994 door Jean-Louis Lorenzi is geregisseerd

## Het verhaal
Een film over een klein plaatsje in Frankrijk waar tijdens de Tweede Wereldoorlog 5.000 Joden, waaronder veel kinderen, zijn gered.
Het dorpje Le Chambon-sur-Lignon wordt bevolkt door boeren die zich verzetten tegen de wetten die opgesteld zijn door de nazi’s. Sleutelfiguur in Le Chambon is dominee Jean Fontaine. Hij preekt tegen geweld, maar moedigt zijn gemeenteleden wel aan om Joodse vluchtelingen een onderduikplaats te verschaffen.
In de herfst van 1941 is Clara de eerste vluchteling die in het dorp arriveert. Op 25-jarige leeftijd ontsnapte ze na de dood van haar echtgenoot uit de bezette gebieden. Robert Vitrac is de politiecommissaris die de wetten van de Vichy-overheid gehoorzaamt. Zijn missie is het Joden te arresteren en Franse burgers na te jagen die papieren vervalsen. Verder is het zijn ambitie de dominee te breken, echter zonder het dorp te vernietigen. Wanneer de docent Lucien Darget weigert de namen van zijn Joodse studenten aan hem op te geven, wordt hij gearresteerd door Vitrac en gedeporteerd, om als voorbeeld te dienen.
Ondanks de dreiging worden echter tientallen kinderen en jonge mensen, die dagelijks arriveren op het kleine station, opgevangen en ondergebracht bij de inwoners van Le Chambon. Onder hen bevinden zich de twaalfjarige David uit Berlijn, de zesjarige Julien uit België en de zeventienjarige Myriam uit Polen. Nadat het verzet Robert Vitrac heeft neergeschoten, organiseert de Gestapo een razzia in Le Chambon. De kinderen worden vervolgens onder de hoede genomen van Marc, die verliefd is op Myriam. Wanneer hij gedwongen wordt bloed te vergieten om de vlucht van de Joodse kinderen verborgen te houden, kiest hij ervoor zichzelf over te leveren aan de Gestapo.

## Rolverdeling
- Patrick Raynal: dominee Jean Fontaine
- Ottavia Piccolo: Martha Fontaine
- Jip Wijngaarden: Clara
- Jean-François Garreaud: commissaris Robert Vitrac
- Jean Lescot: docent Lucien Darget
- Ruben Honigmann: David
- Damien Groell: Julien
- Violetta Michalczuk: Myriam
- Philippe Lefebvre: Marc
- Dora Doll: Emilienne
- Benoît Magimel: René
- Guillaume Canet: Frédéric
- Fred Personne: Maurice
- Celia Asensio: Anne
- Diane Dassigny: Sophie
- Deborah Biolzi: Lisa
- Avi Falkenstein: Paulo
- Manfred Andrae: majoor von Lindenberg
- Gérard Victor: de burgemeester

## Historiciteit
De film is grotendeels op waarheid gebaseerd. Er zijn inderdaad zo’n 5.000 Joden gered door Le Chambon-sur-Lignon en de omringende dorpen. Enkele namen in de film zijn veranderd. Zo heetten dominee Jean Fontaine en zijn vrouw Martha in werkelijkheid André Trocmé en Magda Trocmé. Het juiste aantal geredde kinderen is onbekend, maar ligt waarschijnlijk tussen de 800 en 1000 liggen (de hoogste schatting spreekt van 5000). In 1971 kreeg André Trocmé van Yad Vashem de onderscheiding Rechtvaardige onder de Volkeren. Door de actie van een aantal geredden kregen in 1990 nog een 80-tal overlevende burgers dezelfde onderscheiding. Hun geschiedenis staat beschreven in de annalen van Yad Vashem, waar ook een monument staat ter ere van dit dorp.